# 汽車依賴

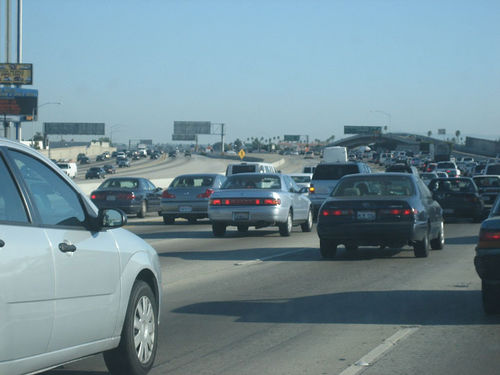
洛杉磯交通堵塞的情況

汽車依賴（英語：Car dependency）是一種都市計畫格局導致汽車比其他交通工具（如自行車、大眾運輸和步行）更受青睞的概念。
汽车基础设施通常由政府通过一般税收而不是燃油税来支付，或者由政府强制执行。例如，许多城市对新建住房都有最低停车要求，这实际上要求开发商“补贴”司机。在一些道路，自行车和摩托车被禁止通行。道路游说团体在维持汽车依赖方面发挥着重要作用，他们认为汽车基础设施有利于经济增长。

## 描述
在現代都市中，由於汽車的方便性導致人們逐漸依賴其為主要交通工具，連帶也影響到都市規劃，例如交通堵塞往往使人們對道路的需求提高，並透過交通號誌等形式排擠汽車以外的交通方式，例如大眾運輸和步行。這又進一步帶來更多的交通流量，並再一次增加對道路的更多需求，導致最後都市內交通完全以汽車為主，其他類型的交通方式皆受到限制或效率不佳、無法與汽車競爭。
这些措施以牺牲其他交通方式为代价，使汽车的使用更具优势，从而引发了更大的交通量。此外，城市的规划也在根据汽车的出行和空间需求进行调整。建筑物被停车场取代。露天购物街被封闭式购物中心取代。步入式银行和快餐店被位置不便的免下车银行取代。集商业、零售和娱乐功能于一体的城镇中心被功能单一的商业园区、“品类杀手”零售箱和“多厅”娱乐中心所取代，每个中心周围都有大片停车位。
这类环境需要汽车才能通行，从而导致更多的交通流量涌入增加的道路空间。这会导致交通拥堵，并由此引发上述循环。道路越来越宽阔，占用了越来越多原本用于住房、制造业和其他社会经济用途的土地。公共交通变得越来越不可行，并遭到社会歧视，最终成为少数人的交通方式。人们在不使用汽车的情况下过上正常生活的选择和自由大大减少。这样的城市已经完全依赖汽车。
由于汽车主要消耗不可再生能源，并排放出导致全球变暖的温室气体，汽车依赖性主要被视为环境可持续性问题。它也是一个社会和文化可持续性问题。与封闭式社区一样，私家车造成了人与人之间的物理隔离，减少了非结构化社交的机会，而非结构化社交是城市环境中社会资本形成和维持的重要方面。

## 汽车依赖的起源

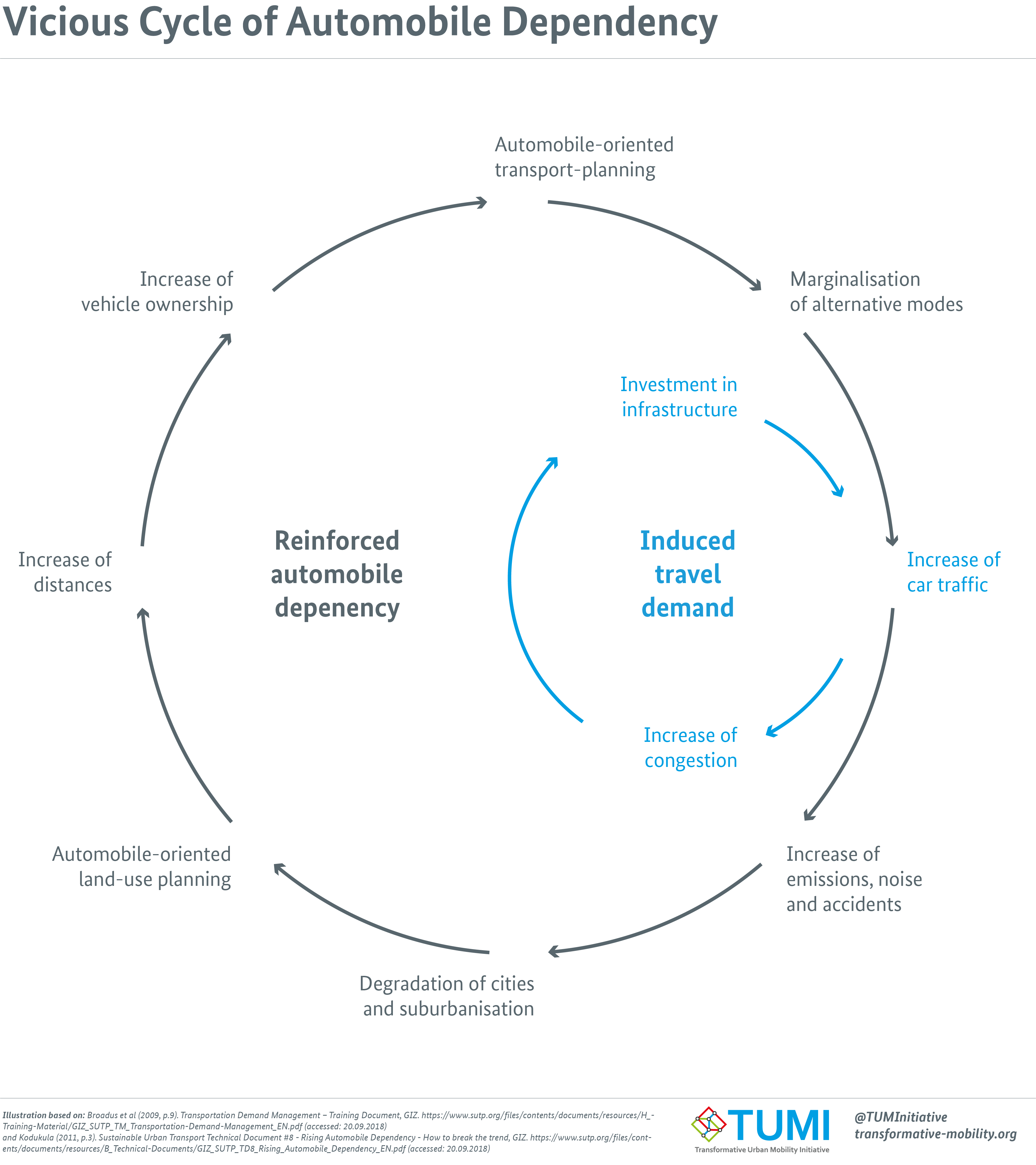

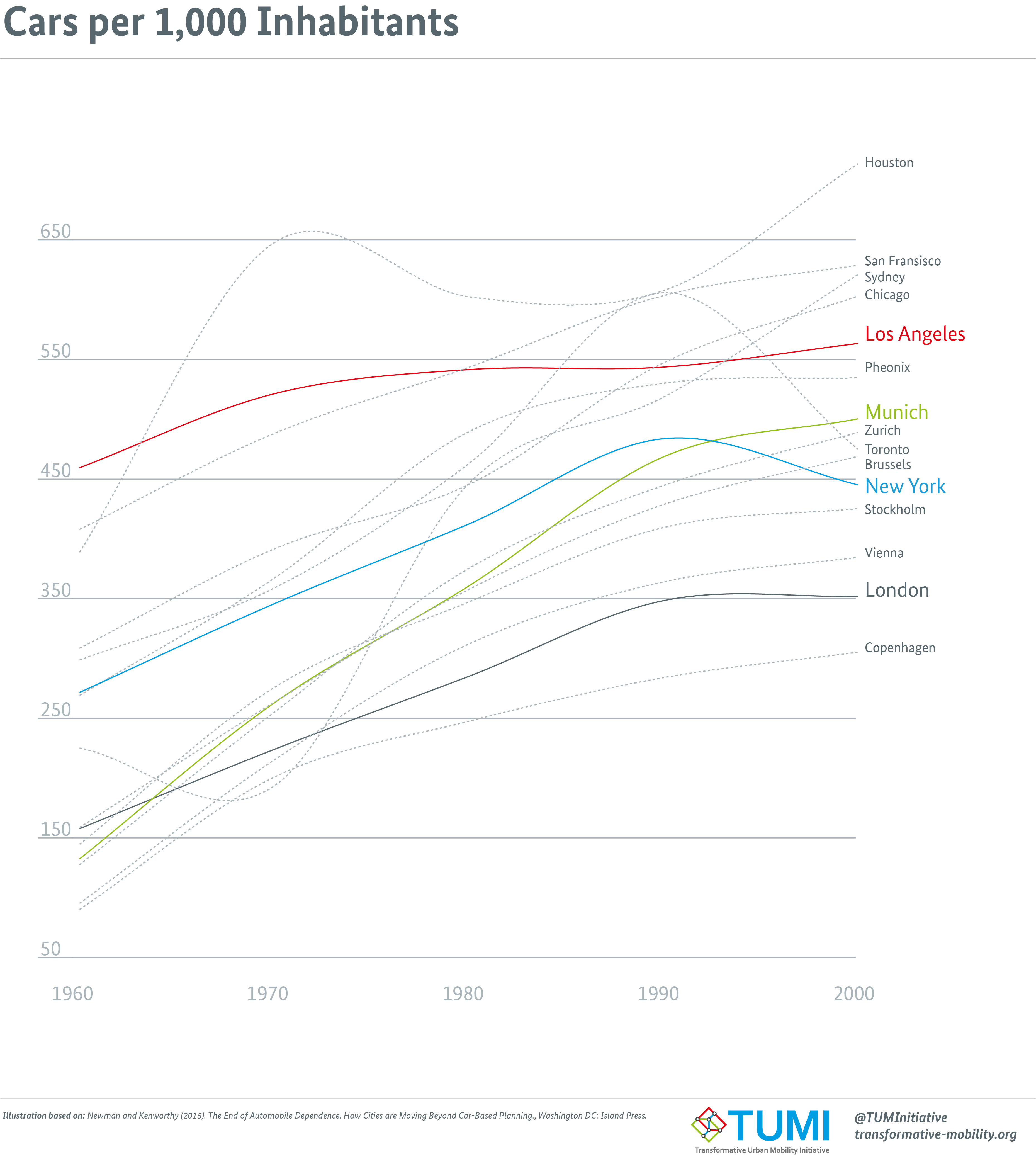
1960年至2000年西方发达国家每千名居民的汽车拥有量

随着20世纪10年代汽车使用量的急剧增加，美国道路管理者倾向于修建道路来容纳交通。 两次世界大战期间，管理人员和工程师们花费资源进行一些小的调整以适应交通状况，例如拓宽车道和增加停车位，而不是进行彻底改变建筑环境的大型项目。美国城市在20世纪20年代开始逐步淘汰有轨电车系统。对汽车的依赖则在二战前后形成，当时城市基础设施开始完全围绕汽车建设。
由此带来的经济和建筑环境重组使得汽车的广泛应用成为可能。在美国，不断扩张的制造业基础设施、日益增长的消费主义以及州际公路系统的建立，为社区对汽车的依赖奠定了基础。1956年，美国设立了公路信托基金，将汽油税重新投资于以汽车为基础的基础设施。

## 城市设计因素

### 土地使用（分区）
1916年，纽约市出台了第一部分区法令，即《1916年分区决议》。分区是为了组织城市特定土地用途而制定的一种手段，以避免可能造成有害影响的相邻区域，例如重工业区和住宅区，这类区域在19世纪和20世纪初的大城市地区很常见。分区法规还通过定义某些区域是否允许建造独户住宅和多户住宅等，来决定城市特定区域允许建造的住宅建筑类型和密度。上个世纪分区的总体效果是，在原本住宅和商业用途混合的城市中，如今出现了一些土地利用模式相似的区域。这个问题在城市外围尤其严重，在城市边缘的郊区，严格的分区法规几乎只允许建造独户住宅。严格的分区法规导致住宅和商业用地之间建筑环境严重隔离，加剧了人们对汽车的依赖，因为如果不开车，人们几乎无法满足所有特定需求，例如住房、工作、学校和娱乐。解决分区带来的空间问题的一个关键方案是建立强大的公共交通网络。目前，还有一项运动正在修订旧的分区条例，以便在城市中创建更多混合用途区域，将住宅和商业用地整合在同一栋建筑内或步行距离内，打造所谓的“15分钟城市”。
停车位最低限额也是现代分区法规的一部分，并通过一种被称为诱导需求的过程加剧了对汽车的依赖。停车位最低限额要求根据建筑物的土地用途设置一定数量的停车位，通常在分区法规中设计，以代表任何特定时间的最大可能需求。这使得美国城市每辆汽车都拥有近八个停车位，这些城市几乎完全致力于停车，从免费的路边停车位到其服务企业规模三倍的停车场。这种停车的盛行导致其他交通方式在竞争中失利，即使存在其他选择，开车也成为许多人的“事实上”选择。

### 街道设计

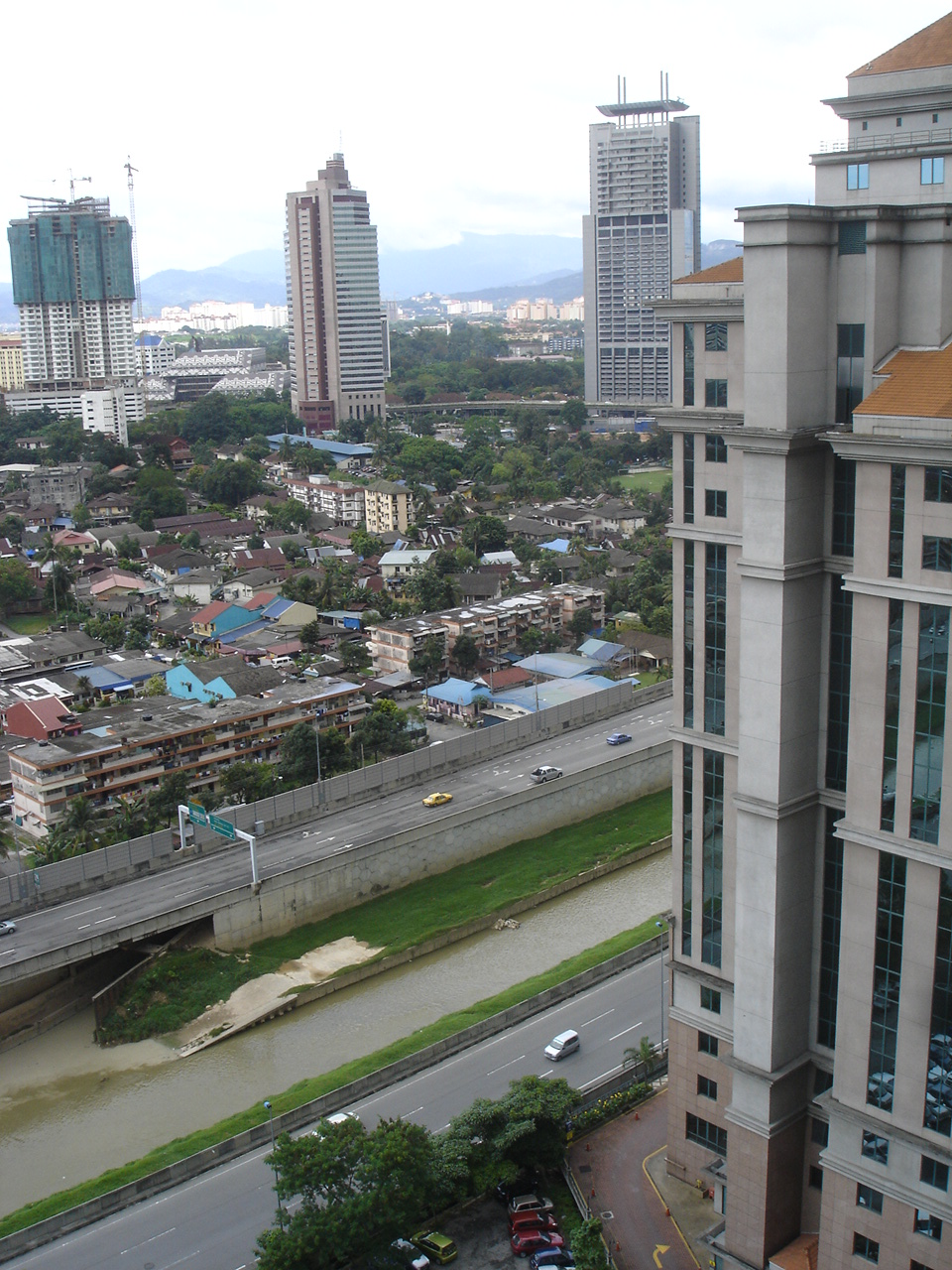
吉隆坡安邦的高架公路

城市道路设计会对人们在日常生活中感知和实际使用汽车而非其他交通方式的需求产生重大影响。在城市环境中，汽车依赖更多地是由一些作用于相反方向的设计因素引起的——首先，设计使驾驶更容易；其次，设计使所有其他交通方式更加困难。这两种力量经常叠加，形成复合效应，导致在一个交通选择可能更加多样化的地区，人们更加依赖汽车。这些因素包括道路宽度等，它们使驾驶速度更快，因此“更容易”，但同时也降低了同一条道路上行人或骑行者的安全性。大多数住宅区和商业区普遍存在路边停车现象，这不仅使驾驶更容易，而且还占用了原本可以用于自行車專用道、公交专用道或其他公共交通方式的街道空间。

## 汽车的外部性

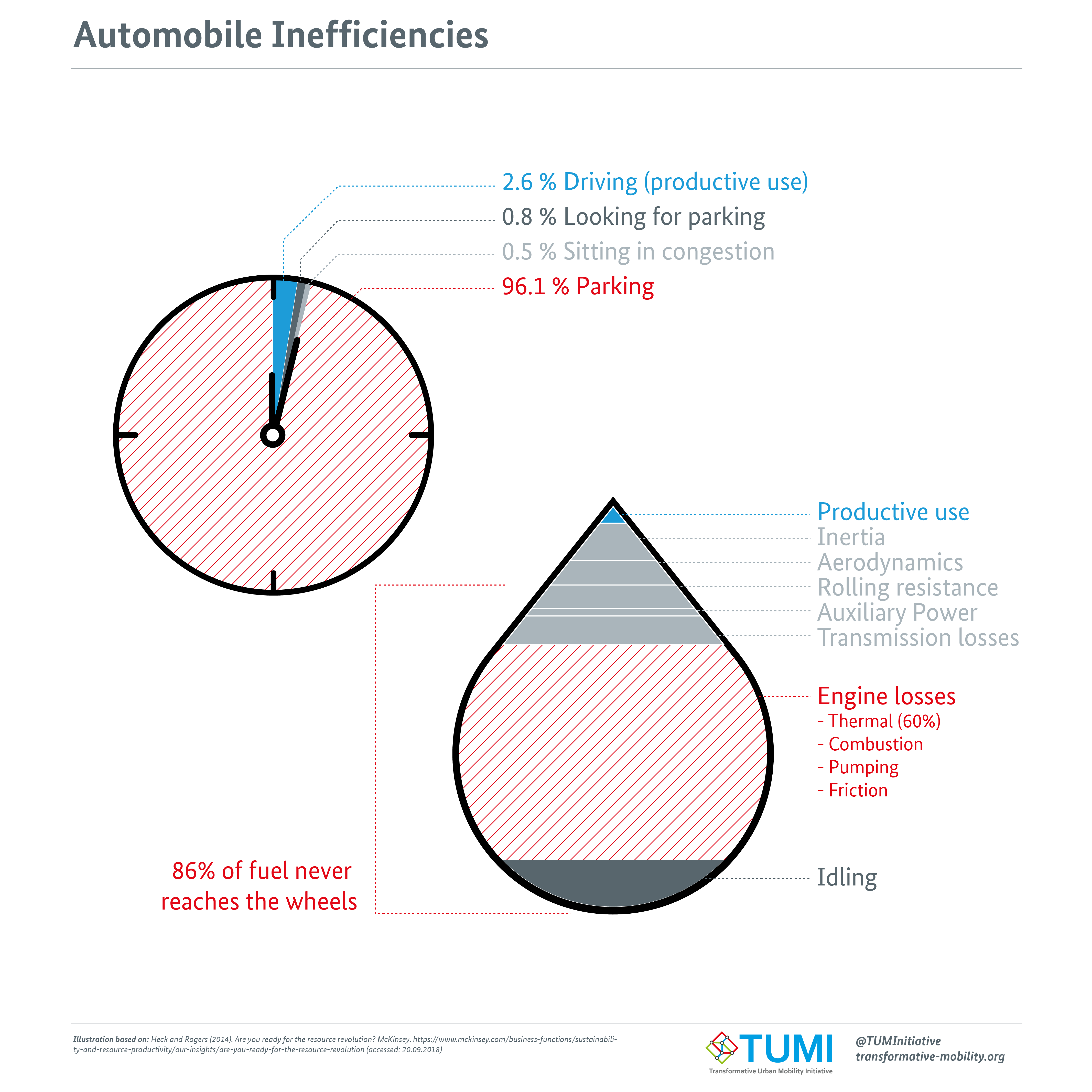
汽车效率低下

根据《交通运输部门外部成本估算手册》根据欧盟评估汽车外部性的主要参考机构代尔夫特大学的研究，驾驶汽车的主要外部成本如下
- 拥堵和资源稀缺成本
- 碰撞成本
- 空气污染成本
- 噪音污染成本
- 气候变化成本
- 自然和景观成本
- 水污染成本
- 土壤污染成本
- 能源依赖成本

其他负面外部因素可能包括基础设施建设成本增加、空间和能源使用效率低下、污染和人均死亡率。

## 解决问题
有许多规划和设计方法可以解决对汽车的依赖，被称为新城市主义、公共交通导向发展和智能增长。这些方法大多侧重于城市的物理城市规划、城市密度和土地利用分区。保罗·米斯认为，投资良好的公共交通、公共部门的集中管理以及适当的政策优先事项比城市形态和密度问题更为重要。
从建筑规范中取消最低停车要求可以缓解汽车依赖带来的问题。最低停车要求占用了宝贵的空间，而这些空间原本可以用于建造房屋。然而，取消最低停车要求需要实施额外的政策来应对替代停车方式的增多。
当然，许多人对与该主题相关的复杂论点中的一些细节持反对意见，尤其是城市密度与交通可行性之间的关系，以及能够提供同等灵活性和速度的汽车替代方案的性质。此外，也有人对汽车出行本身的未来发展进行了研究，探讨其在共享使用、小型化、道路空间管理和更可持续的燃料来源方面的问题。
汽车共享是解决汽车依赖问题的一个例子。研究表明，在美国，像Zipcar这样的服务已经减少了约50万辆汽车的需求。在发展中国家，像一嗨这样的公司， Carrot, Zazcar和Zoom复制或修改了Zipcar的商业模式，以改善城市交通，让更广泛的受众能够享受到汽车带来的便利，并在公共交通和个人目的地之间提供“最后一英里”的连接。汽车共享也减少了私人汽车的拥有量。

## 城市扩张与智能增长

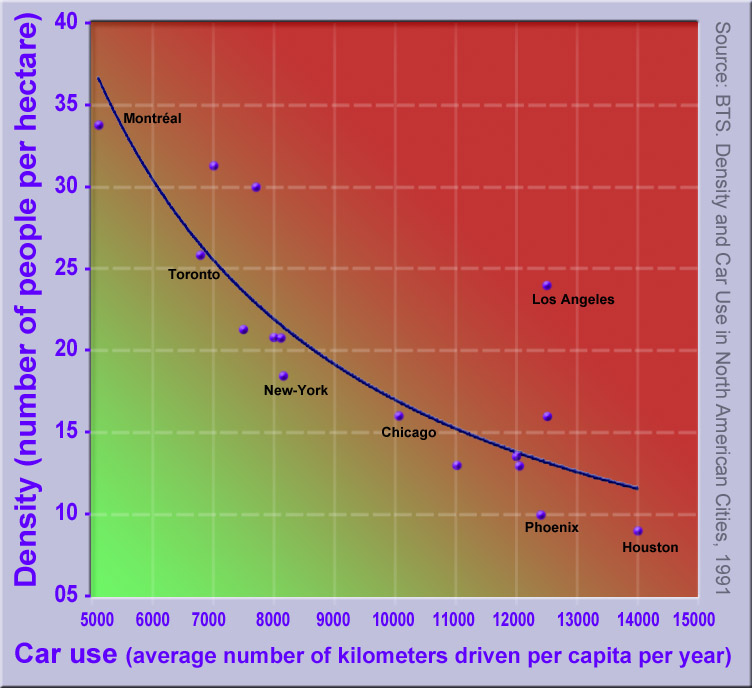
图表显示了北美部分城市的城市密度与汽车使用量之间的反比关系

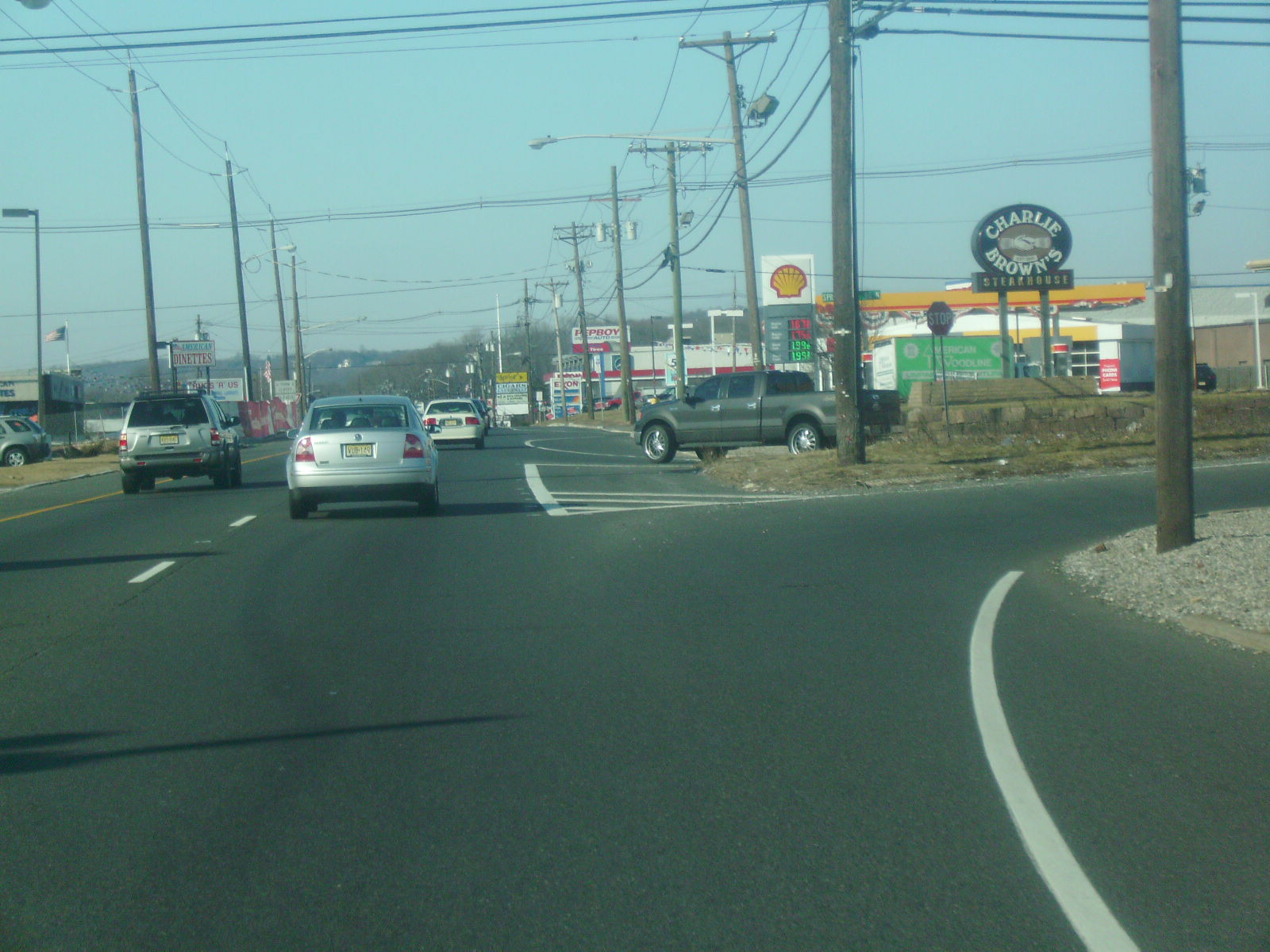
宽阔的高速公路和分散的商业地产是人们与生俱来的对汽车的依赖。新泽西州斯普林菲尔德的22号美国国道。

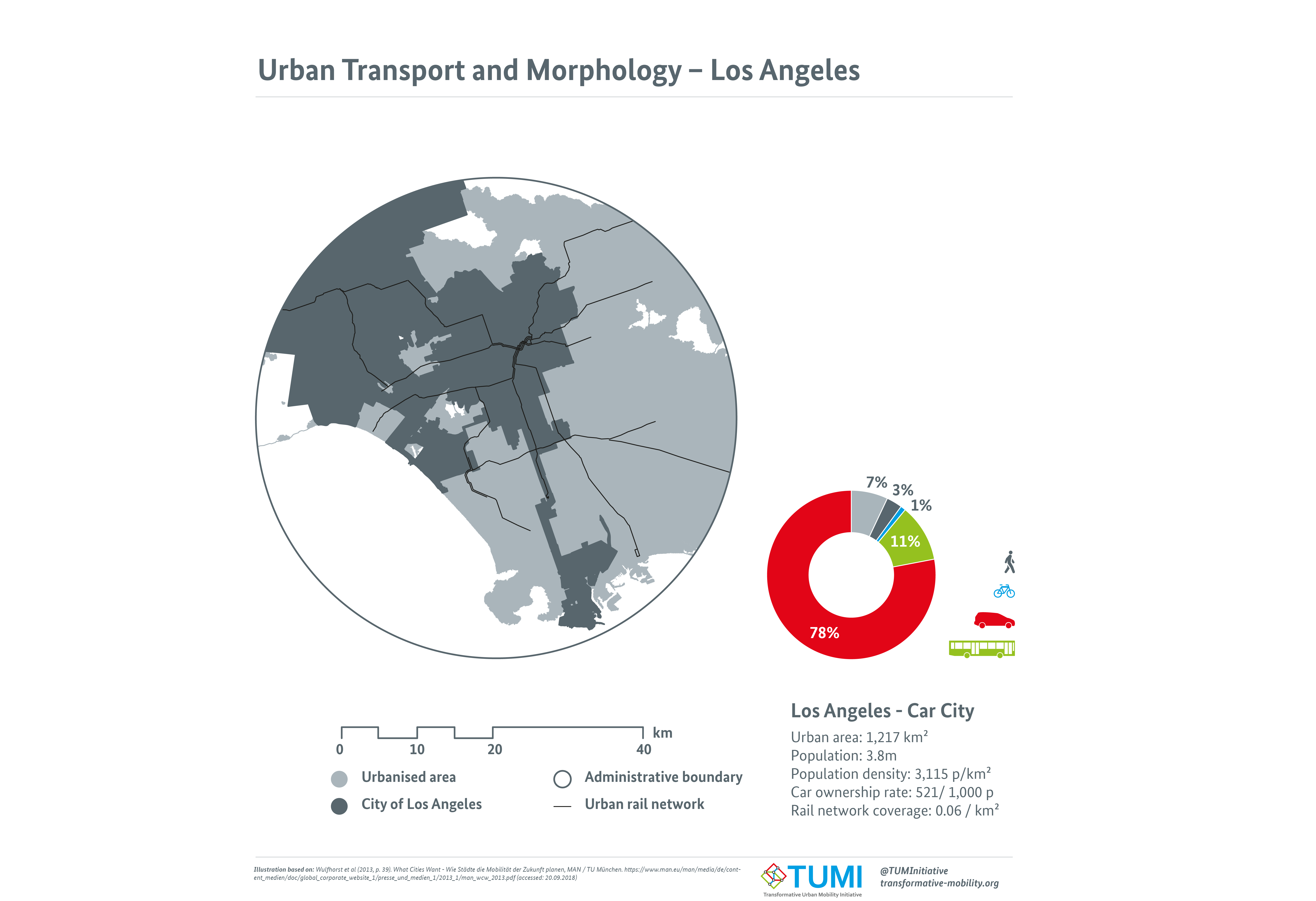
城市交通与形态 - 洛杉矶

几十年来，人们一直在激烈争论“精明增长是否能够减少与城市蔓延相关的汽车依赖问题”。1989年，彼得·纽曼和杰夫·肯沃西进行了一项颇具影响力的研究，比较了北美、澳大利亚、欧洲和亚洲的32个城市。该研究因其方法论而受到批评，但主要的发现是，人口密集的城市（尤其是在亚洲）的汽车使用率低于人口庞大的城市（尤其是在北美），这一发现已得到广泛接受，但这种关系在各大洲的极端情况下比在条件更相似的国家中更为明显。
在城市内部，来自许多国家（主要是发达国家）的研究表明，人口密度较高、土地利用方式更混合、公共交通更便利的城市地区，其汽车使用率往往低于人口密度较低的郊区和远郊住宅区。即使在控制了家庭构成和收入差异等社会经济因素后，这一结果通常仍然成立。
然而，这并不一定意味着郊区扩张导致了汽车使用率的上升。一个混杂因素是居住地的自主选择，这也是许多研究的主题：喜欢开车的人往往会迁往人口密度低的郊区，而喜欢步行、骑自行车或乘坐公共交通工具的人则往往会迁往人口密度更高的城区，因为这些地区公共交通服务更便利。一些研究发现，在控制了自我选择因素后，建成环境对出行行为并没有显著的影响。最近采用更复杂方法的研究普遍否定了这些发现：密度、土地使用和公共交通可达性会影响出行行为，尽管社会和经济因素（特别是家庭收入）通常会产生更大的影响。

## 强化悖论
回顾城市集约化、智能增长及其对汽车使用的影响的证据，梅莉亚等人（2011年）精明增长支持者和反对者的论点都得到了支持。增加城市地区人口密度的规划政策确实会减少汽车使用，但效果较弱。因此，将特定地区的人口密度翻一番并不会将汽车使用频率或距离减半。
这些发现使他们提出了强化悖论：
- 在其他条件相同的情况下，城市集约化会增加人口密度，从而减少人均汽车使用量，这对全球环境有利，但也会增加机动车交通的集中度，使发生机动车交通的地区的当地环境恶化。

在城市层面，可以通过采取一系列积极措施来抵消人口密度增加造成的交通和拥堵问题：德国弗莱堡就是一个例子，尽管人口密度大幅增加，但它在减少对汽车的依赖和限制交通量增长方面更为成功。
本研究还回顾了高密度建筑对当地的影响。在社区或个人发展层面，积极的措施（例如改善公共交通）通常不足以抵消人口密度增加带来的交通影响。
这给政策制定者留下了四个选择：
- 强化城市建设并承担局部后果
- 扩张城市建设并承担更广泛的后果
- 兼顾两者的某些因素
- 强化城市建设并同时采取更直接的措施，例如限制停车、封闭道路和设立无车区。